# LIX edición de los Premios Ariel
La 59°. entrega de los Premios Ariel, organizada por la Academia Mexicana de Artes y Ciencias Cinematográficas, se celebró el 11 de julio de 2017 en el Palacio de las Bellas Artes de la Ciudad de México. Previamente, el 3 de mayo, los actores Karina Gidi y Juan Carlos Colombo anunciaron los nominados durante un evento en la Cineteca Nacional.
En esta ceremonia se entregaron premios en 27 categorías, incluyendo las reincorporadas de mejor actor de cuadro y mejor actriz de cuadro. Fue televisada en México por Canal 22. Para la ceremonia, se reconoció con el Ariel de Oro a la actriz Isela Vega y a la directora de arte Lucero Isaac, primera persona en ostentar este crédito en el cine mexicano. Está premiación, estuvo dedicada a La luz en el cine, es decir, a la cinematografía, y al 70 aniversario de la primera entrega del Ariel.
La 4ª Compañía fue la película más nominada (20 nominaciones) y la más premiada con diez galardones, incluido al de mejor película. Por su parte, Tatiana Huezo se convirtió en la primera directora en recibir el premio en esa categoría, por su documental Tempestad. Esta obra también recibió tres premios más. Almacenados fue galardonada en tres categorías (mejor actor, mejor coactuación masculina y mejor guion adaptado). Mientras que La Caridad recibió dos premios (mejor actriz y mejor coactuación femenina).

## Nominados y ganadores
La Academia Mexicana de Artes y Ciencias Cinematográficas (AMACC) anunció que las películas estrenadas en México entre el 1 de enero y el 30 de septiembre de 2016 debían registrarse durante el mes de octubre en la página oficial de los Premios Ariel para su consideración. Por su parte, los filmes estrenados entre el 1 de octubre y el 31 de diciembre debían hacer lo propio entre el mes de diciembre y el 15 de enero de 2017. También se informó sobre la reinstauración de dos categorías para la LIX edición de los premios: mejor actor de cuadro y mejor actriz de cuadro, entregadas a los actores «que si bien tiene una participación menor que un protagonista o coprotagonista y no es el centro narrativo, su actuación es relevante para contar la historia».
El 3 de mayo de 2017, durante el anuncio de los nominados, el director, productor y secretario de la AMACC, Everardo González, informó que se inscribieron 131 proyectos: 11 cortometrajes de animación, 10 cortometrajes documentales, 45 cortometrajes de ficción, 18 largometrajes de documental, 37 largometrajes de ficción y 10 largometrajes Iberoamericanos. Asimismo, dio a conocer que la ceremonia estaría dedicada a «La luz en el cine», es decir, «a la cinefotografía» y que se festejaría el 70 aniversario de la primera entrega del premio. Los nominados de este año fueron seleccionados por 174 miembros de la Academia.
Los actores Karina Gidi y Juan Carlos Colombo fueron los encargados de anunciar a los nominados. Entre las obras consideradas para la mejor película se incluyeron dos largometrajes documentales, también nominadas en la categoría de mejor largometraje documental: Bellas de Noche (dirigida por María José Cuevas) y Tempestad (dirigida por Tatiana Huezo). La 4ª Compañía fue el filme más nominado, con 20 nominaciones, incluyendo mejor película, mejor director y mejor ópera prima. La directora de arte cinematográfico, Lucero Isaac, y la actriz mexicana, Isela Vega, recibieron el Ariel de Oro en reconocimiento de su carrera artística.
El 22 de junio, Dolores Heredia, presidenta de la Academia, anunció un recorte del 77% del presupuesto de la AMACC. «Es una edición muy particular donde se cuestionó muchísimo si la haríamos por el recorte de 77% de nuestro presupuesto, pero vamos hacer uso de la imaginación y la creatividad para tener una ceremonia digna y solemne», declaró. La ceremonia fue producida por el actor Daniel Giménez Cacho y televisada por Canal 22 debido a los problemas que sufrió Canal Once en la edición anterior.
 Indica el ganador dentro de cada categoría, mostrado al principio y resaltado en negritas. A continuación se listan los nominados y ganadores:
| Mejor película Presentado por: Dolores Heredia. | Mejor dirección Presentado por: Rosa María Bianchi y Mariana Chenillo. |
| --- | --- |
| - La 4ª Compañía - Pulsación Creadora Films, Fondo de Inversión y Estímulos al Cine, FIDECINE, Alebrije Cine y Video, Arte Mecánica Producciones, Astronauta Producciones, Sabor para llevar, Renta Imagen, Estudios Churubusco Azteca, Terminal Films, Polar Studio, Metacube Tecnología y Entretenimiento - Bellas de noche - Cinepantera, Detalle Films - Desde allá - Factor RH, Lucía Films, Malandro Films - Desierto - Esperanto Kino, Ítaca Films, Orange Studio, CG Cinema - El sueño del Mara'akame - Fondo para la Producción Cinematográfica de Calidad (FOPROCINE), Centro Universitario de Estudios Cinematográficos (CUEC) - Me estás matando, Susana - Cuevano Films - Tempestad - Pimienta Films, Cactus Films, Terminal | - Tatiana Huezo por Tempestad - Jonás Cuarón por Desierto - Federico Cecchetti por El sueño del Mara'akame - Amir Galván, Mitzi Vanessa Arreola por La 4ª compañía - Roberto Sneider por Me estás matando, Susana |
| Mejor actor Presentado por: Martha Sosa y Mónica del Carmen. | Mejor actriz Presentado por: Martha Sosa y Mónica del Carmen. |
| - Adrián Ladrón por La 4ª compañía - José Carlos Ruiz por Almacenados - Gael García Bernal por Me estás matando, Susana - Danny Glover por Sr. Pig - Noé Hernández por Tenemos la carne | - Verónica Langer por La caridad - Claudia Sainte–Luce por La caja vacía - Ludwika Paleta por Rumbos paralelos - Maya Rudolph por Sr. Pig - Adriana Barraza por Todo lo demás |
| Mejor coactuación masculina Presentado por: Úrsula Pruneda. | Mejor coactuación femenina Presentado por: Úrsula Pruneda. |
| - Hoze Alberto Meléndez por Almacenados - Diego Cataño por Desierto - Mauricio Isaac González por Distancias cortas - Antonio Parra Parra por El sueño de Mara'akame - Carlos Valencia por La 4ª compañía - Darío T. Pie por La 4ª compañía - Manuel Ojeda por La 4ª compañía | - Adriana Paz por La caridad - Tiaré Scanda por El cumple de la abuela - Xochiquetzal Rodríguez por La carga - Mariana Treviño por La vida inmoral de la pareja ideal - Carmen Beato por Los parecidos |
| Mejor actor de cuadro Presentado por: Barbara Enríquez y Vanessa Bauche. | Mejor actriz de cuadro Presentado por: Barbara Enríquez y Vanessa Bauche. |
| - Hernán Mendoza por La 4ª compañía - Andoni Gracia por La 4ª compañía - Gabino Rodríguez por La 4ª compañía - Gerardo Taracena por La carga - Harold Torres por La carga | - Martha Claudia Moreno por Distancias cortas - Mariana Treviño por El sueño del Mara'akame - Arcelia Ramírez por Jirón de niebla - Norma Reyna por La carga - Angélica Aragón por Sr. Pig |
| Mejor revelación masculina Presentado por: Laura Santullo y Patricia Reyes Spíndola. | Mejor revelación femenina Presentado por: Laura Santullo y Patricia Reyes Spíndola. |
| - Paco de la Fuente por El alien y yo - Luis Silva por Desde allá - Luis Carlos Ortega por Distancias cortas - Luciano Bautista por El sueño del Mara'akame - Aliocha Sotnikoff Ramos por Las tinieblas | - María Evoli por Tenemos la carne - Gloria Carina López por La casa más grande del mundo - Camila Robertson Glennie por Las tinieblas - Irene Ramírez por Maquinaria Panamericana - Natasha Dupeyron por Treintona, soltera y fantástica                                                                                   |
| Mejor guion original Presentado por: Marcela Fernández Violante y Mayahuel del Monte. | Mejor guion adaptado Presentado por: Marcela Fernández Violante y Mayahuel del Monte. |
| - Joaquín del Paso, Lucy Pawlak por Maquinaria Panamericana - Jonás Cuarón, Mateo García por Desierto - Itzel Lara por Distancias cortas - Federico Cecchetti por El sueño de Mara'akame - Mitzi Vanessa Arreola por La 4ª compañía - Tatiana Huezo por Tempestad | - David Desola por Almacenados - Fernando del Razo, Jesús Magaña, Emiliano Flores por El alien y yo - Julio César Estrada, Gustavo Moheno, Ángel Pulido por Jirón de niebla - Leticia López, Verónica Bellver, Natassja Ybarra, Lucía Carreras por Las Aparicio - Luis Cámara, Roberto Sneider por Me estás matando, Susana |
| Mejor montaje Presentado por: Maya Zapata y Mariana Rodríguez. | Mejor fotografía Presentado por: Úrsula Pruneda. |
| - Mitzi Vanessa Arreola, Francisco X. Rivera, Camilo Abadía por La 4ª compañía - Ximena Cuevas por Bellas de noche - Jonás Cuarón por Desierto - Pierre Saint Martin Castellanos, Raúl Zendejas por El sueño del Mara'akame - Lucrecia Gutiérrez, Tatiana Huezo por Tempestad | - Ernesto Pardo por Tempestad - Damián García por Desierto - Emiliano Fernández por Epitafio - Miguel López por La 4ª compañía - Damián García por Sr. Pig |
| Mejor sonido Presentado por: Maya Zapata y Mariana Rodríguez. | Mejor música Presentado por: Maya Zapata y Mariana Rodríguez. |
| - Javier Umpierrez, Isabel Muñoz, Jaime Baksht, Michelle Couttolenc por La 4ª Compañía - Federico González Jordán, Lena Esquenazi, Carlos Cortés por Tempestad - Christian Giraud, Pablo Lach por 7:19 - Daniel Rojo, Alicia Segovia por El sueño del Mara'akame - Fernando Cámara, Stan Mak, Jaime Baksht, Steven Ávila, Trip Brock, Michelle Couttolenc por Me estás matando, Susana | - Emiliano Motta por El sueño del Mara'akame - Yoann Lemoine 'Woodkid' por Desierto - Ramiro del Real, Renato del Real, Takaakira "Taka" Goto, Javier Umpierrez por La 4ª compañía - Carlo Ayhllón por Las tinieblas - Leonardo Heiblum, Jacobo Lieberman por Tempestad                                                     |
| Mejor diseño de arte Presentado por: Barbara Enríquez y Vanessa Bauche. | Mejor vestuario Presentado por: Barbara Enríquez y Vanessa Bauche. |
| - Jay Aroesty, Carlos Cosío por La 4ª compañía - Alejandro Garcíapor 7:19 - Jay Aroesty por La carga - Alisarine Ducolomb por Las tinieblas - Eugenio Caballero por Me estás matando, Susana | - Bertha Romero, José Guadalupe López por La 4ª compañía - Alisarine Ducolomb por Epitafio - Mariana Gandía por El sueño del Mara'akame - Adela Cortázar por La carga - Natalia Seligson, Juan de Dios Ramírez, Alberto Escamilla, Gianfranco Reni por Macho                                                                |
| Mejor maquillaje Presentado por: Barbara Enríquez y Vanessa Bauche. | Mejores efectos visuales Presentado por: Marcela Fernández Violante y Mayahuel del Monte. |
| - Carla Tinoco, Alfredo García por La 4ª compañía - Gerardo Muñoz por 7:19 - Roberto Ortiz por El sueño del Mara'akame - Felipe Salazar, Antón Garfias por La carga - Marco Hernández, Cristian Pérez, Gerardo Muñoz por Los parecidos | - Ricardo Robles por La 4ª compañía - Omar Molina por 7:19 - Anthony Lestramau por Desierto - Rodrigo Echevarría, Eduardo Viladoms por Km 31-2 - Gustavo Bellón, Benoit Manequinn, Andrés Palma, David Camiro por Las tinieblas                                                                                             |
| Mejores efectos especiales Presentado por: Marcela Fernández Violante y Mayahuel del Monte. | Mejor Largometraje Documental Presentado por: Rosa María Bianchi y Mariana Chenillo. |
| - Luis Eduardo Ambriz por La 4ª compañía - José Manuel Martínez por 7:19 - José Manuel Martínez por Desierto - Ricardo Arvizu Fernández, Ricardo Arvizu Solís por Km 31-2 - Adrián Durán por Tenemos la carne | - Tempestad por Tatiana Huezo - Bellas de noche por María José Cuevas - La balada del Oppenheimer Park por Juan Manuel Sepúlveda - Somos lengua por Kyzza Terrazas - The Weekend Sailor por Bernardo Arsuaga |
| Mejor ópera prima Presentado por: Laura Santullo y Patricia Reyes Spíndola. | Mejor cortometraje documental Presentado por: Arcelia Ramírez y Lucía Gajá. |
| - El sueño del Mara'akame por Federico Cecchetti - Bellas de noche por María José Cuevas - Desde allá por Lorenzo Vigas - Distancias cortas por Alejandro Guzmán - La 4ª compañía por Amir Galván, Mitzi Vanessa Arreola - Maquinaria Panamericana por Joaquín del Paso | - Aurelia y Pedro por Omar Robles, José Permar - 13,500 Volts por Mónica Blumen - Club Amazonas por Roberto Fiesco - La casa de los Lúpulos por Paula Hopf - Memorias del table dance por Silvana Lázaro - Semillas de Guamúchil por Carolina Corral                                                                        |
| Mejores cortometraje de ficción Presentado por: Arcelia Ramírez y Lucía Gajá. | Mejor cortometraje animado Presentado por: Arcelia Ramírez y Lucía Gajá. |
| - El ocaso de Juan por Omar Deneb Juárez - Australia por Rodrigo Ruiz - El tigre y la flor por Fabiola Denisse Quintero - Fisuras por Roberto Fiesco - Verde por Alonso Ruizpalacios | - Los aeronautas por León Rodrigo Fernández - Ascensión por Samantha Pineda, Davy Giorgi - Elena y las sombras por César Gabriel Cepeda - Los gatos por Víctor Alejandro Ríos - Taller de corazones por León Rodrigo Fernández                                                                                              |
| Mejor película iberoamericana Presentado por: Laura Santullo y Patricia Reyes Spíndola. | Mejor película de animación |
| - El ciudadano ilustre por Mariano Cohn y Gastón Duprat (Argentina) - Que Horas Ela Volta? por Anna Muylaert (Brasil) - Anna por Jacques Toulemonde (Colombia) - Sin muertos no hay carnaval por Sebastián Cordero (Ecuador) - Tarde para la ira por Raúl Arévalo (España) | Categoría desierta |
| Ariel de Oro | |
| Lucero Isaac (Diseñadora de arte) Isela Vega (Actriz) | |

## Premios y nominaciones múltiples
| Película                 | Nominaciones | Premios |
| ------------------------ | ------------ | ------- |
| La 4ª Compañía           | 20           | 10      |
| El sueño del Mara'akame  | 12           | 2       |
| Desierto                 | 9            | 0       |
| Tempestad                | 8            | 4       |
| La carga                 | 7            | 0       |
| Me estás matando, Susana | 6            | 0       |
| 7:19                     | 5            | 0       |
| Las tinieblas            | 5            | 0       |
| Distancias cortas        | 5            | 1       |
| Bellas de noche          | 4            | 0       |
| Sr. Pig                  | 4            | 0       |
| Desde allá               | 3            | 0       |
| Almacenados              | 3            | 3       |
| Maquinaria Panamericana  | 3            | 1       |
| Tenemos la carne         | 3            | 1       |
| El alien y yo            | 2            | 1       |
| Jirón de niebla          | 2            | 0       |
| Epitafio                 | 2            | 0       |
| Km 31-2                  | 2            | 0       |
| Los parecidos            | 2            | 0       |
| La caridad               | 2            | 2       |